# Austrosaropogon nigritibia
Austrosaropogon nigritibia là một loài ruồi trong họ Asilidae. Austrosaropogon nigritibia được Daniels miêu tả năm 1991. Loài này phân bố ở miền Australasia.